# Корнеев, Владимир Петрович
Владимир Петрович Корнеев (так же встречается вариант фамилии Карнеев; 28 декабря 1854 — ?) — генерал от инфантерии Российской императорской армии. Кавалер девяти орденов.

## Биография
Владимир Петрович родился 28 декабря 1854 года. По вероисповеданию был православным. Окончил Петровско-Полтавскую военную гимназию.
15 августа 1870 года вступил на службу в Российскую императорскую армию. В 1873 году окончил Михайловское артиллерийское училище, из которого был выпущен в 3-ю гренадерскую артиллерийскую бригаду со старшинством в чине подпоручика. 29 декабря 1873 года получил старшинство в чине поручика. Был переведён в лейб-гвардии 2-ю артиллерийскую бригаду со старшинством с 11 апреля 1875 года в чине подпоручика гвардии. В 1878 году окончил Михайловскую артиллерийскую академию. 30 августа 1878 года получил старшинство в чине поручика. В 1883 году окончил Николаевскую академию Генерального штаба. 29 марта 1883 года получил старшинство в чине штабс-капитана гвардии и был переименован в капитаны Генерального штаба. Состоял при Казанском военном округе. С 22 ноября 1883 года по 28 марта 1886 года был помощником старшего адъютанта штаба того же военного округа, а с 28 марта 1886 года по 7 декабря 1893 года был старшим адъютантом штаба Приамурского военного округа . 13 апреля 1886 года получил старшинство в чине подполковника. В 1890 году «за отличие» был произведён в полковники, со старшинством с 1 апреля 1890 года. С 7 декабря 1893 года по 2 января 1897 года был штаб-офицером для особых поручений при командующем войскам. Приамурского военного округа. С 2 января 1897 года по 17 мая 1899 года был начальником штаба 29-й пехотной дивизии. С 18 мая 1899 года по 22 февраля 1901 года отбывал цензовое командование в должности командира 108-го пехотного Саратовского полка. В 1901 году 
«за отличие» был произведён в генерал-майоры, со старшинством с 22 февраля 1901 года. С 22 февраля по 2 августа 1901 года был командиром 2-й бригады в 27-й пехотной дивизии. С 2 августа 1901 года по 11 октября 1904 года был начальником штаба 4-го армейского корпуса. С 11 октября 1904 года по 8 марта 1907 года был начальником 66-й пехотной резервной бригады. С 8 марта 1907 года по 31 января 1913 года был начальником 39-й пехотной дивизии. В 1907 году «за отличие» был произведён в генерал-лейтенанты, со старшинством с 22 апреля 1907 года. С 31 января по 24 апреля 1913 года был начальником Кавказской гренадерской дивизии. В 1913 году Владимир Петрович Корнеев «за отличие» был произведён в генералы от инфантерии, со старшинством с 6 декабря 1913 года. С 24 апреля 1913 года по 8 августа 1914 года был командиром 3-го Сибирского армейского корпуса. С 8 августа 1914 года был исправляющим должность помощника командующего войсками Иркутского военного округа. По состоянию на 13 июня 1915 года служил в той же должности. С 7 октября 1915 года состоял по военному министерству. С 23 марта 1916 года был помощником командующего войсками Иркутского военного округа. По состоянию на 10 июля 1916 года служил в той же должности. С 10 августа 1917 года состоял при Кавказском военном округе.
Владимир Корнеев состоял в браке и имел двоих детей.

## Награды
Владимир Петрович Корнеев был удостоен следующих наград
- Орден Святого Владимира 2-й степени (13 июня 1915);
- Орден Святого Владимира 3-й степени (1904);
- Орден Святого Владимира 4-й степени (1896);
- Орден Святой Анны 1-й степени (6 декабря 1910);
- Орден Святой Анны 2-й степени (1893);
- Орден Святой Анны 3-й степени (1884);
- Орден Святого Станислава 1-й степени (1906);
- Орден Святого Станислава 2-й степени (1887);
- Орден Святого Станислава 3-й степени (1879);